# Stratton - Forze speciali
Stratton - Forze speciali (Stratton) è un film del 2017 diretto da Simon West tratto dal primo degli otto romanzi scritti da Duncan Falconer che hanno per protagonista l'agente del SBS John Stratton, interpretato nella pellicola da Dominic Cooper in sostituzione di Henry Cavill che abbandonò il ruolo a sei settimane dall'inizio delle riprese per divergenze creative con la produzione.

## Trama
Il sergente John Stratton del Special Boat Service deve fare irruzione in un impianto chimico in Iran insieme al suo amico, il sergente Marty, sotto la supervisione degli agenti MI6 Spinks, Cummings e Aggy. Non appena entrano nell'impianto, trovano tutto il personale di servizio morto, inoltre i due soldati devono vedersela con un'imboscata di un gruppo terrorista. Stratton e Marty vengono portati in salvo sebbene Marty muoia a causa di una ferita d'arma da fuoco.
L'imboscata è la prova che i criminali sapevano dell'operazione, quindi c'è stata una fuga di notizie, inoltre la direttrice Sumner dell'MI6 spiega a Stratton che dall'impianto chimico è stata rubata un'arma batteriologica chiamata Neve di Satana, un patogeno aereo mortale, e che il capo del gruppo criminale è Grigory Barovsky, un tempo era l'astro nascente dei servizi segreti russi esperto di controspionaggio, colpevole di aver ucciso nove agenti dell'MI6, infatti i servizi segreti britannici lo temevano e fecero sì che proprio la stessa agenzia di Barovsky lo eliminasse facendo credere che stesse per tradire il suo paese, è da venti anni che non si ebbero più notizie di lui e per questo lo diedero per morto.
Barovsky testa il patogeno in un centro abitato in Ucraina facendo una strage, e questo mette in allarme l'MI6, quindi a Stratton viene data la missione di neutralizzare Barovsky, affiancato dal sottufficiale Hank, amico di Marty che di sua scelta ha deciso di prendere parte alla missione per rendere giustizia all'amico. Per usare il patogeno è necessario un congegno di diffusione, Aggy capisce che a rifornirlo a Barovsky è stato Tariq Alawi, il quale ora si trova a Roma, quindi Stratton, Hank e Aggy vanno in Italia e catturano Tariq e con le cattive lui li indirizza a Greco, un ingegnere con cui Barovsky sta trattando, infine uccidono Tariq facendolo saltare in aria con dell'esplosivo.
Trovata l'abitazione di Greco, Stratton e Hank mettono una videocamera, e poi quando Greco e i suoi uomini arrivano insieme a Barovsky discutono sui quattro droni che Greco ha progettato per il criminale russo. Barovsky nota subito la videocamera e uccide Greco e i suoi uomini, poi scappa nonostante il tentativo di Hank e Stratton di catturarlo. Recuperato il drone capiscono che negli altri tre verranno impiantati i congegni di diffusione del patogeno anche se ignorano quale sia l'obbiettivo, Sumner e Strutton capiscono che la mente dietro a questo piano era Sergei Orlov, ex agente dei servizi segreti russi e amico di Barovsky, figura di spicco nella politica, era stato dato a lui l'incarico di uccidere Barovsky ma gli risparmiò la vita aiutandolo a nascondersi, ma alla fine Barovsky ha ucciso anche Sergei appropriandosi del suo piano.
Cummings propone a Sumner di far liberare un giornalista americano di nome Thomas Miller scomparso in Cecenia che da tempo era sospettato di essere prigioniero a Mosca, in cambio collaboreranno con i servizi segreti russi dando loro tutte le informazioni raccolte su Barovsky e il drone. Stratton e Hank si presentano sul luogo dello scambio, ma si rivela essere una trappola di Barovsky, fortunatamente i due soldati uccidono i criminali, questo fa prendere atto che in realtà Cummings è una talpa che lavora per Barovsky, sempre lui aveva dato informazioni al nemico sulla missione all'impianto chimico.
Spinks craccando il sistema del drone individua latitudine e longitudine della traiettoria degli altri droni e scopre che l'obbiettivo è Londra, Barovsky userà i droni per liberare il patogeno proprio su Londra, poi lui e i suoi uomini vengono localizzati su una nave che attracca al porto di Londra, Stratton e Hank guidano una squadra e attaccano gli uomini di Barovsky, ma quest'ultimo scappa. Cummings punta una pistola contro Aggy e la costringe a guidare verso una rimessa di autobus, è lì che si nasconde Barovsky con uno dei droni, infatti Cummings avendo capito che la faccenda è sfuggita a ogni controllo ha deciso di fermare il criminale russo, infine si toglie la vita con un colpo di pistola alla testa.
Aggy entra nell'autobus con dentro Barovsky e il drone, che si mette in moto, e tenendosi in contatto telefonico con Stratton e Hank, li aiuta a individuarli, inizia così un inseguimento dove Hank ferma l'autobus ribaltandolo con una granata esplosiva, Barovsky aziona il drone che però viene distruddo con dei lanciarazzi dagli agenti delle forze speciali appena giunti sul luogo, mentre Stratton lancia una granata esplosiva contro Barovsky uccidendolo.
La missione si conclude con successo e ora Stratton e Hank hanno suggellato una buona amicizia, inoltre Aggy dopo tutto quello che è successo si prende una pausa dal lavoro e Stratton, avendo iniziato a maturare un certo interesse (ricambiato) per la donna le propone di bere qualcosa con lui.

## Produzione
Le riprese principali del film iniziano il 15 luglio 2015 nelle città italiane di Brindisi, Lecce, Squinzano, Casalabate e Roma per poi spostarsi a Londra; mentre le primissime scene del film sono girate ad Otranto in località Orte, meglio nota come Capo d'Otranto e Brindisi, presso lo stabilimento Enel di Cerano.
L'inizio della realizzazione della pellicola era inizialmente fissata per il 2 giugno 2015, successivamente rimandata dopo che Cavill lasciò il progetto.

## Colonna sonora
La colonna sonora del film è stata composta da Nathaniel Méchaly.

## Promozione
Il 14 luglio 2017 è stato diffuso il trailer ufficiale.

## Distribuzione
Il film è stato distribuito nelle sale britanniche a partire dal 1º settembre 2017. In Italia è stato distribuito direttamente in televisione, trasmesso in prima visione su Sky Cinema il 3 settembre 2017.